# Меркульєва Марія Олександрівна
Марія Олександрівна Мерку́льєва (25 липня 1904, Санкт-Петербург — 22 грудня 1996, Севастополь) — українська художниця; член Спілки радянських художників України.

## Біографія
Народилася 25 липня 1904 року у місті Санкт-Петербурзі (нині Росія). 1927 року закінчила Ленінградський художньо-промисловий технікум, де навчалася у Володимира Кузнецова.
Протягом 1936—1941 років працювала в Ялтинському товаристві «Художник»; у 1944—1945 роках — екскурсовод Воронцовського палацу в Алупці; у 1945—1970 роках — знову в Ялтинському товаристві «Художник». Жила в Алупці, в будинку на вулиці Зеленій, № 4, квартира № 12 та у Севастополі, в будинку на вулиці Жукова, № 48, квартира № 16. Померла в Севастополі 22 грудня 1996 року.

## Творчість
Працює в галузі станкового живопису. У реалістичні манері створювала пейзажі, натюрморти, тематичні картини, портрети. Серед робіт:
- «Збір винограду у кримському колгоспі» (1940);
- «Максим Горький у Криму» (1946);
- «Бузок» (1947);
- «Кримський виноград» (1956);
- «Бузок у вазі» (1956);
- «На веранді» (1959);
- «Осінній мотив. На виноградниках» (1960);
- «Пейзаж з Ай-Петрі» (1960);
- «Кримська осінь» (1960);
- «О. Дудіна» (1961);
- «Південні фрукти» (1974);
- «Осінь в Алупці» (1982).

Брала участь в обласних, всеукраїнських, всесоюзних мистецьких виставках з 1940 року.
Окремі полотна художниці  зберігаються у Сімферопольському художньому музеї.